# Philip Alexius de László

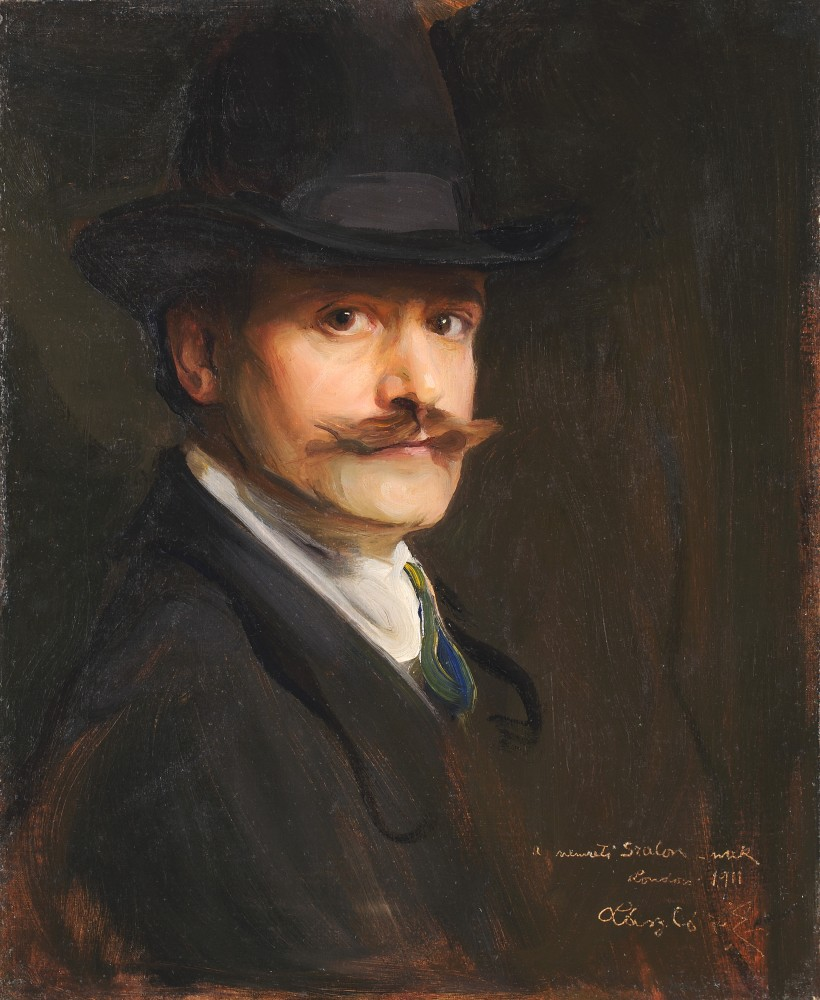
Philip Alexius de László, Selbstporträt, 1911

Philip Alexius de László, (eigentlich Fülöp Elek Laub, * 30. April 1869 in Pest, Österreich-Ungarn; † 22. November 1937 in London) war einer der führenden britischen Porträtmaler des frühen 20. Jahrhunderts.

## Leben
Philip Alexius de László wurde als ältester Sohn von neun Kindern des jüdischen Schneiders Adolf Laub (1842–1904) und dessen Frau Johanna Goldreich (1843–1915) geboren. Im Jahr 1891 änderte die Familie ihren Nachnamen in László um. Als junger Mann begann er eine Lehre beim Porträtfotografen Sándor Strelisky und in Abendkursen studierte er Kunstgeschichte an der Akademie der Bildenden Künste in Budapest unter Bertalan Székely und Károly Lotz. Darauf ging László für einige Jahre auf Studienreise nach München (Akademie der Bildenden Künste) und Paris (Académie Julian). Auf der Weltausstellung in Paris gewann László mit dem Porträt von Papst Leo XIII. die Goldmedaille. Über Budapest und Wien reiste László 1907 nach England und lebte bis zu seinem Tode in London.
Am 10. Juni 1900 heiratete Philip László in Budapest Lucy Madeleine Guinness, ein Mitglied der einflussreichen Guinness-Familie. Aus der gemeinsamen Verbindung gingen eine Tochter und fünf Söhne hervor. Philip Alexius de László erlitt 1936 einen Herzinfarkt, wovon er sich nur langsam erholte. Im darauf folgenden Jahr erlitt er einen zweiten und starb in seinem Haus im Londoner Stadtteil Hampstead. Er fand seine letzte Ruhestätte auf dem Friedhof von Tilbury.
Seine Porträts sind geprägt von Idealismus, der jedoch individuell und überzeugend wirkt. Die Kostüme sind rasch und fließend, bisweilen skizzenhaft gemalt. Sein Malstil ist stark abhängig von der englischen Bildnismalerei des 18. Jahrhunderts. László hinterließ mehr als 2700 Porträtbilder. Im Jahr 1908 schuf er solche des deutschen Kaisers Wilhelm II., seiner Frau Auguste Viktoria, und seiner Tochter Viktoria Luise. 1899 hatte er die Kaiserin bereits einmal ein porträtiert; 1901 war dieses Gemälde im Berliner Künstlerhaus ausgestellt.
Im Jahr 2024 wurde ein Porträt des britischen Politikers Arthur Balfour, das im Trinity College der Universität Cambridge hängt, Ziel eines Anschlags palästinensischer Aktivisten und dabei großflächig beschädigt.

## Auszeichnungen
Im Jahr 1909 verlieh König Eduard VII. dem Porträtmaler László das Royal Victorian Order (MVO). Drei Jahre später wurde dieser von Kaiser Franz Joseph I. in den ungarischen Adelsstand erhoben (László de Lombos). Er selbst kürzte den Namen auf de László ab. 1914 bekam er die britische Staatsbürgerschaft, wurde aber im Ersten Weltkrieg für mehr als zwölf Monate (1917 bis 1918) interniert.

## Werke (Auswahl)

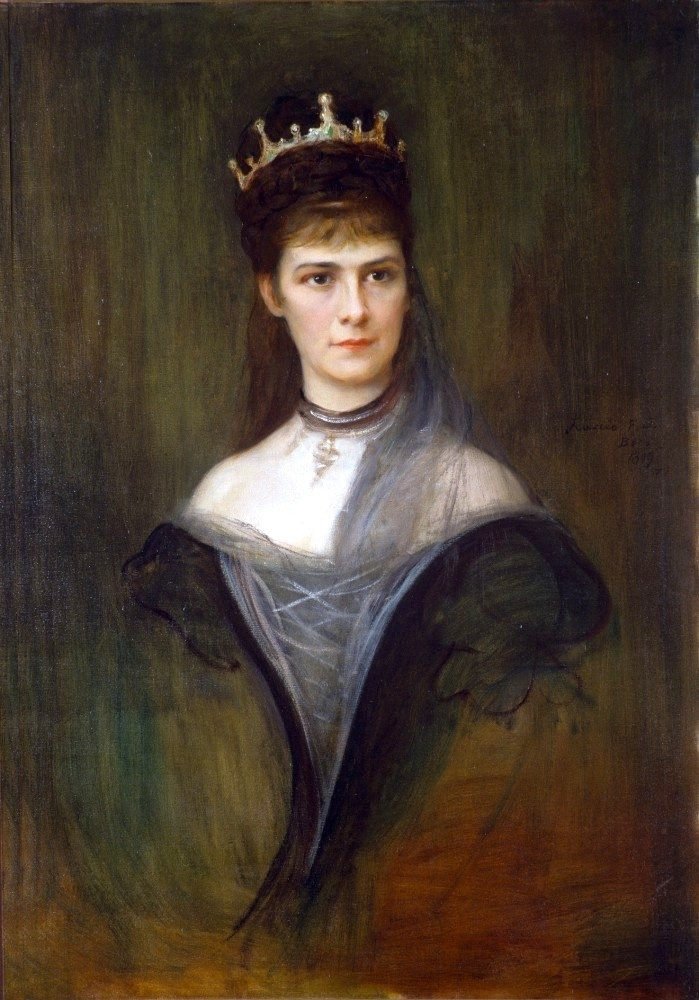
Kaiserin Elisabeth von Österreich, Königin von Ungarn. Öl auf Leinwand (1899), Ungarisches Nationalmuseum in Budapest.
Kaiser Franz Joseph I., 1899
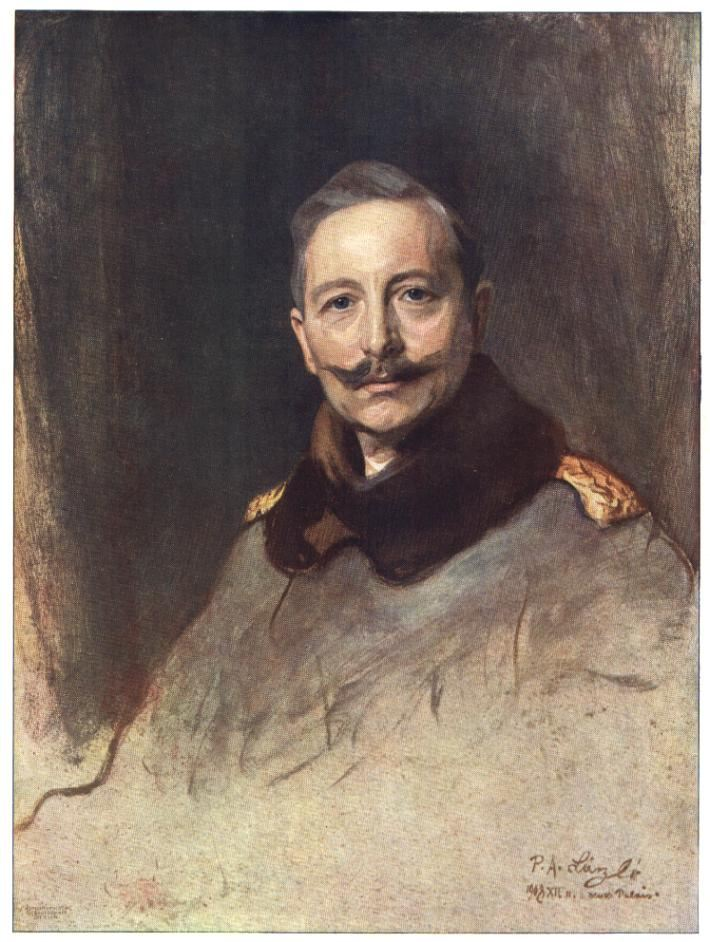
Kaiser Wilhelm II., 1908
Die deutsche Kaiserin Auguste Viktoria, 1908.
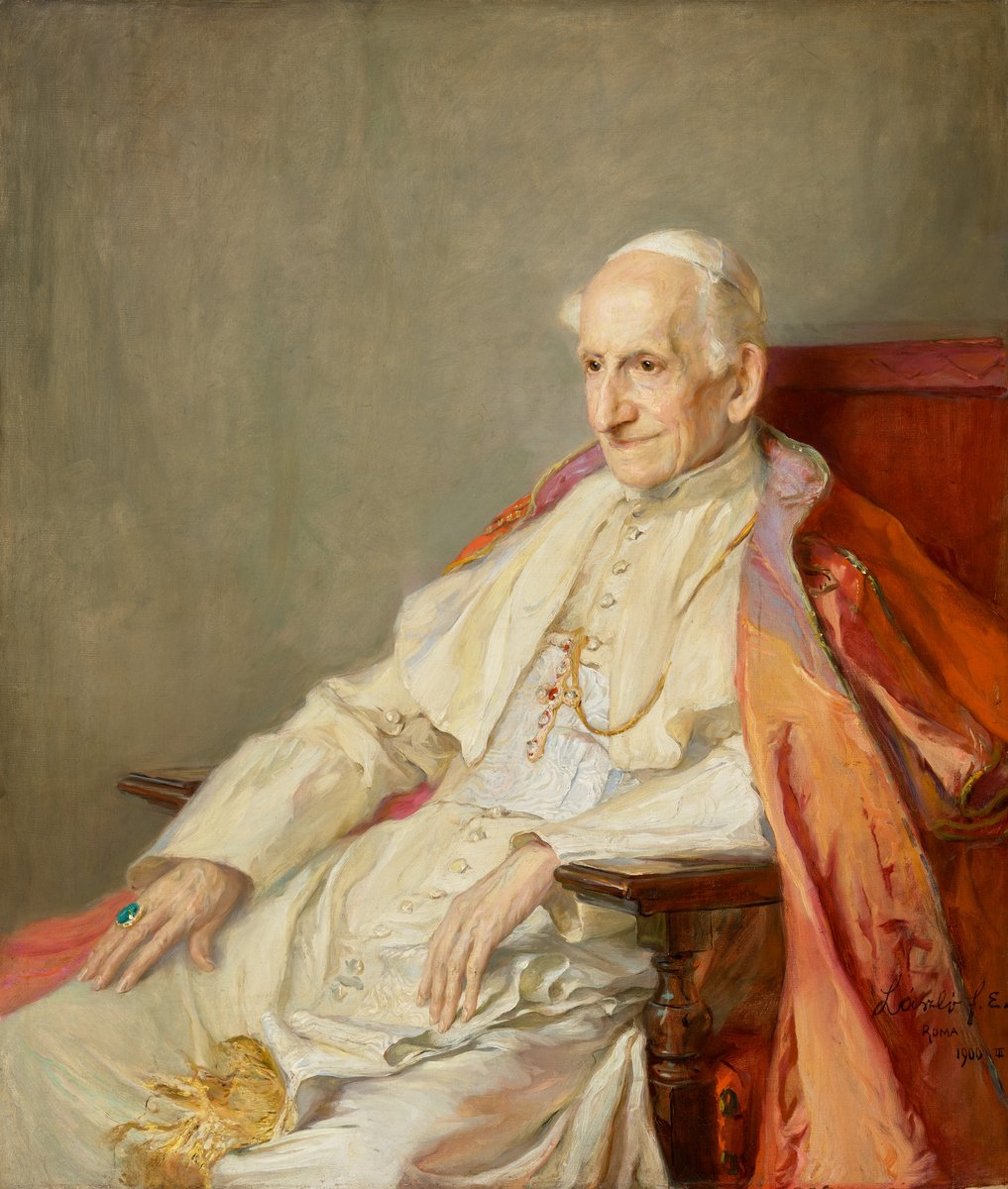
Papst Leo XIII., Öl auf Leinwand (1900), Ungarische Nationalgalerie in Budapest.
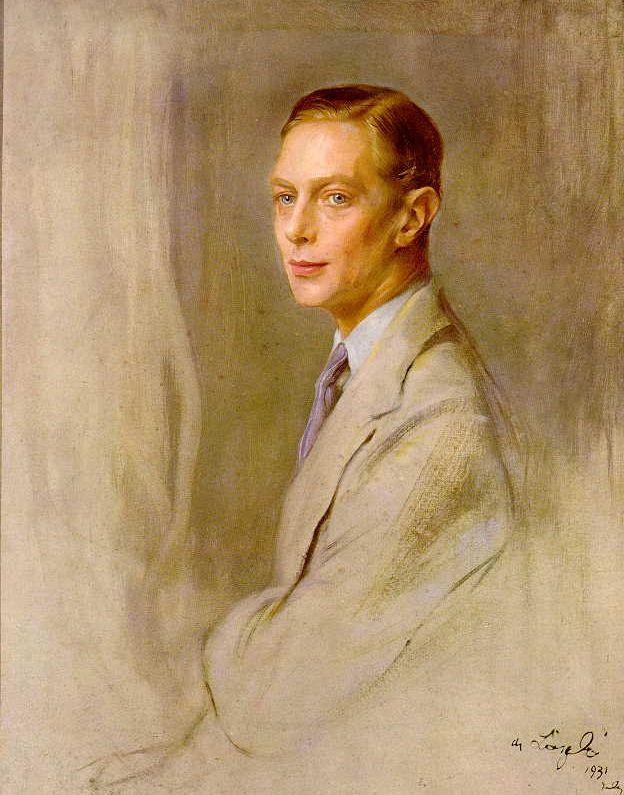
Albert, Duke of York. Späterer König George VI. von Großbritannien, 1931.
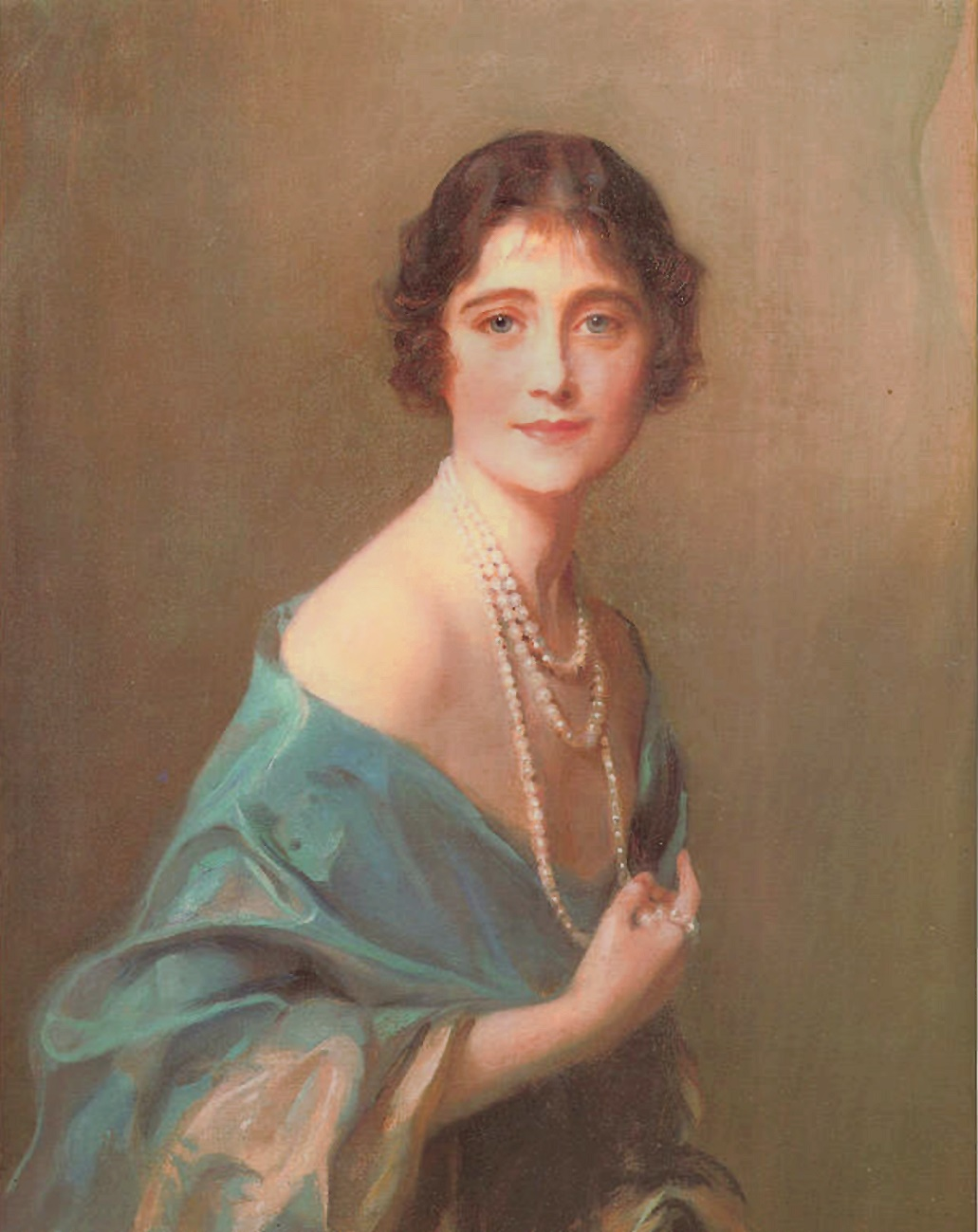
Elisabeth Bowes-Lyon, Duchess of York. Spätere Queen Mum. 1925 gemalt.
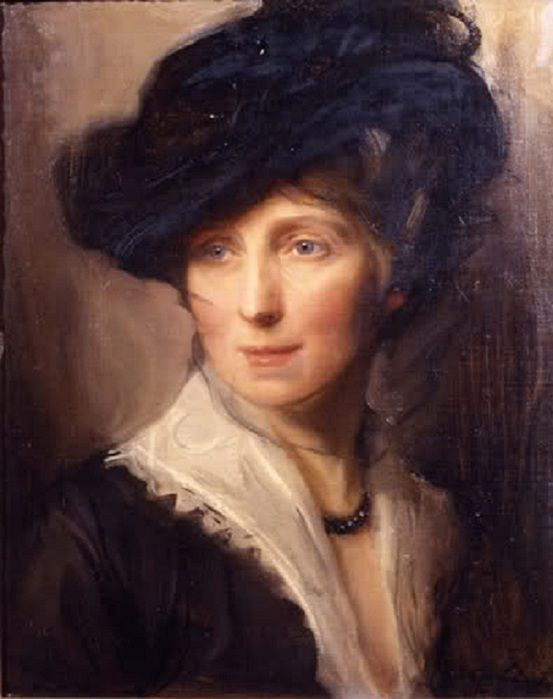
Ehefrau Lucy Madeleine de László (1915)
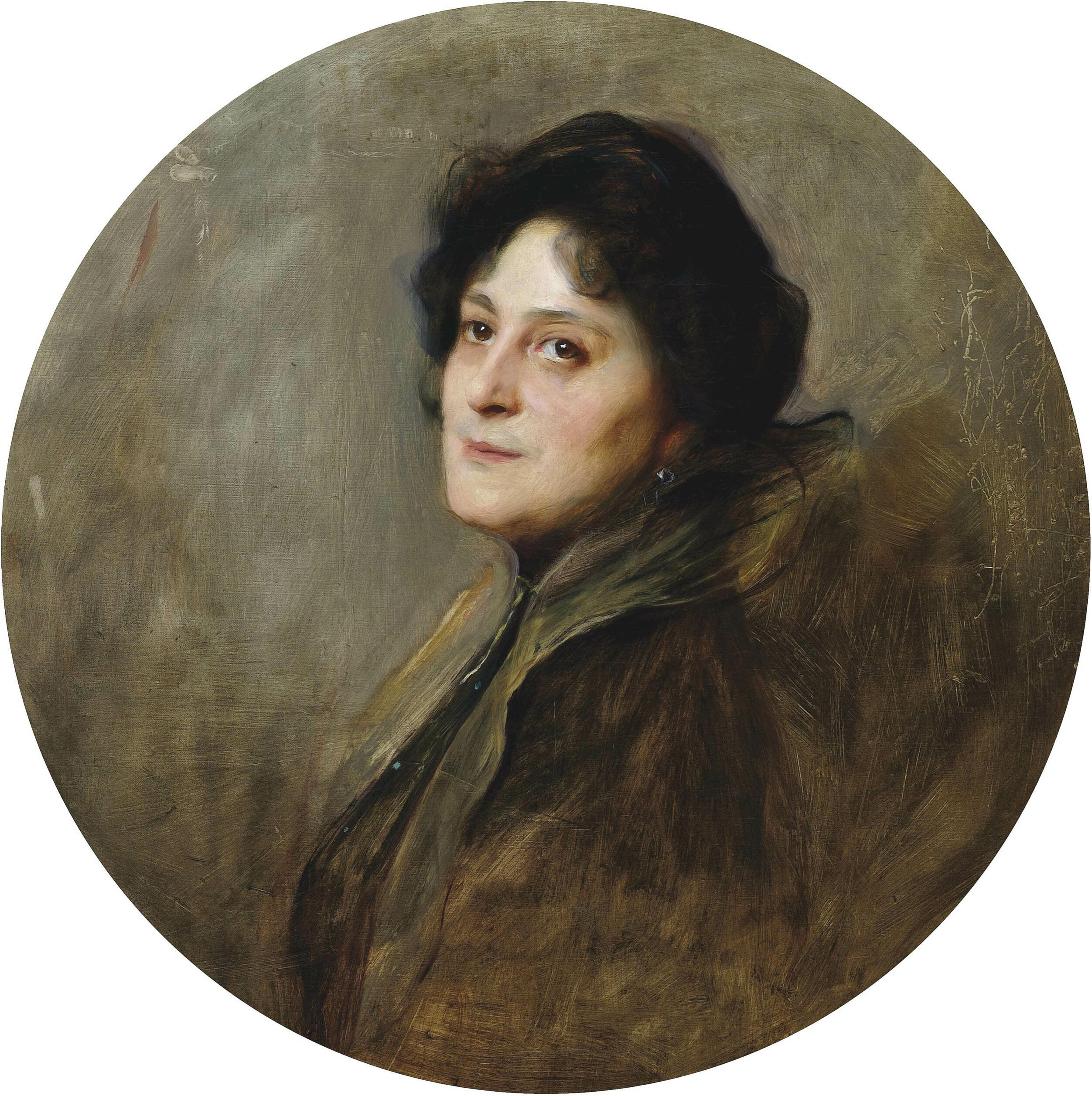
Alice von Wolff a.d.H. Stomersee, née Barbi, Öl auf Leinwand (1901)
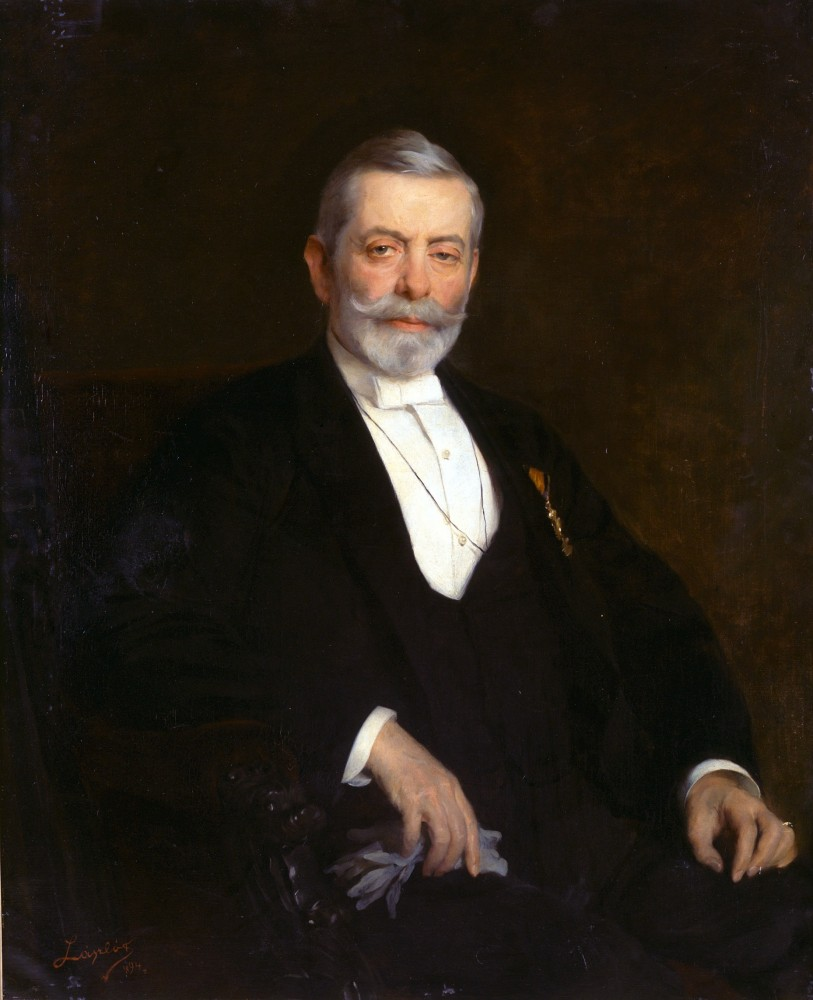
Ignác Wechselmann, Öl auf Leinwand (1894)
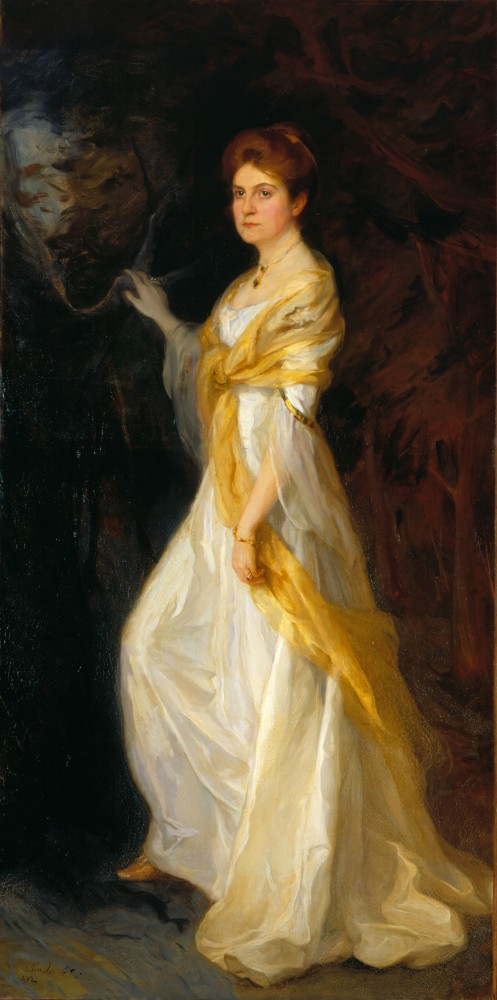
Corisande, Marquise de Noailles, née Gramont (1880–1977), Öl auf Leinwand (1902)
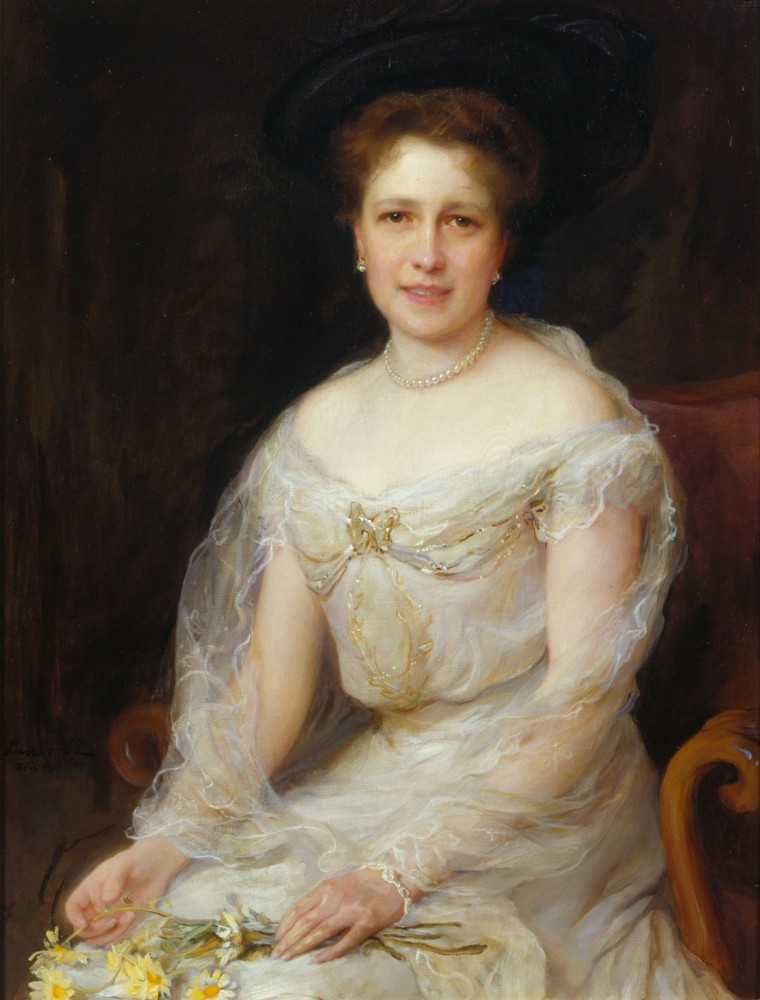
Maria Christina von Österreich-Teschen, Öl auf Leinwand (1902)
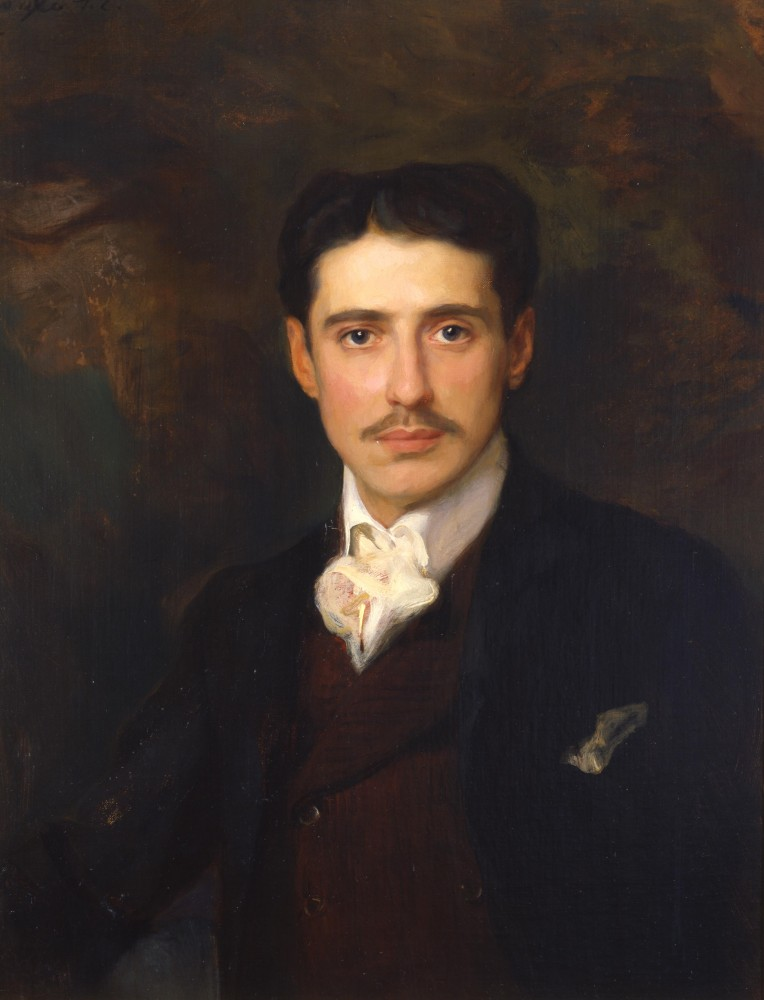
Armand, Duc de Guiche, Öl auf Leinwand (1904)
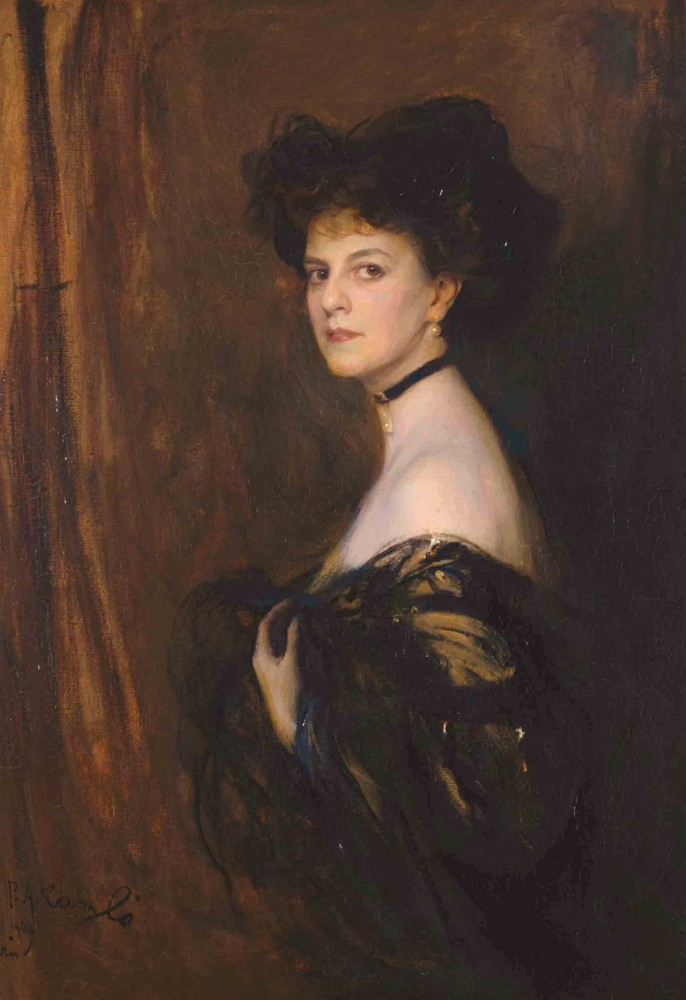
Gräfin Élisabeth Greffulhe (1905)
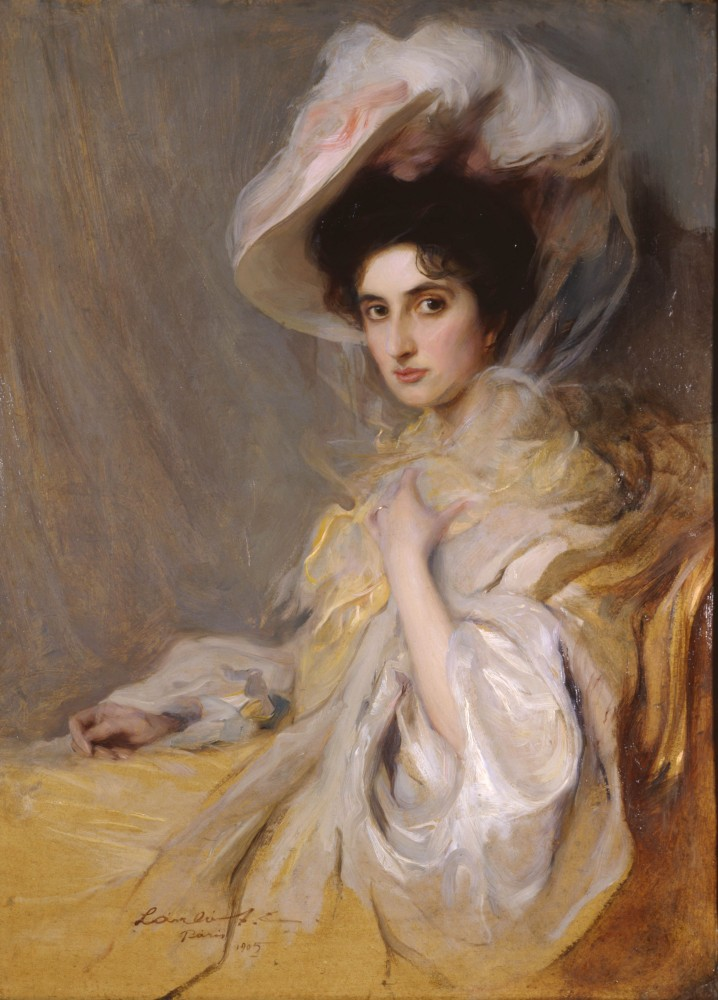
Élaine, Duchesse de Guiche, née Greffulhe, Öl auf Leinwand (1905)
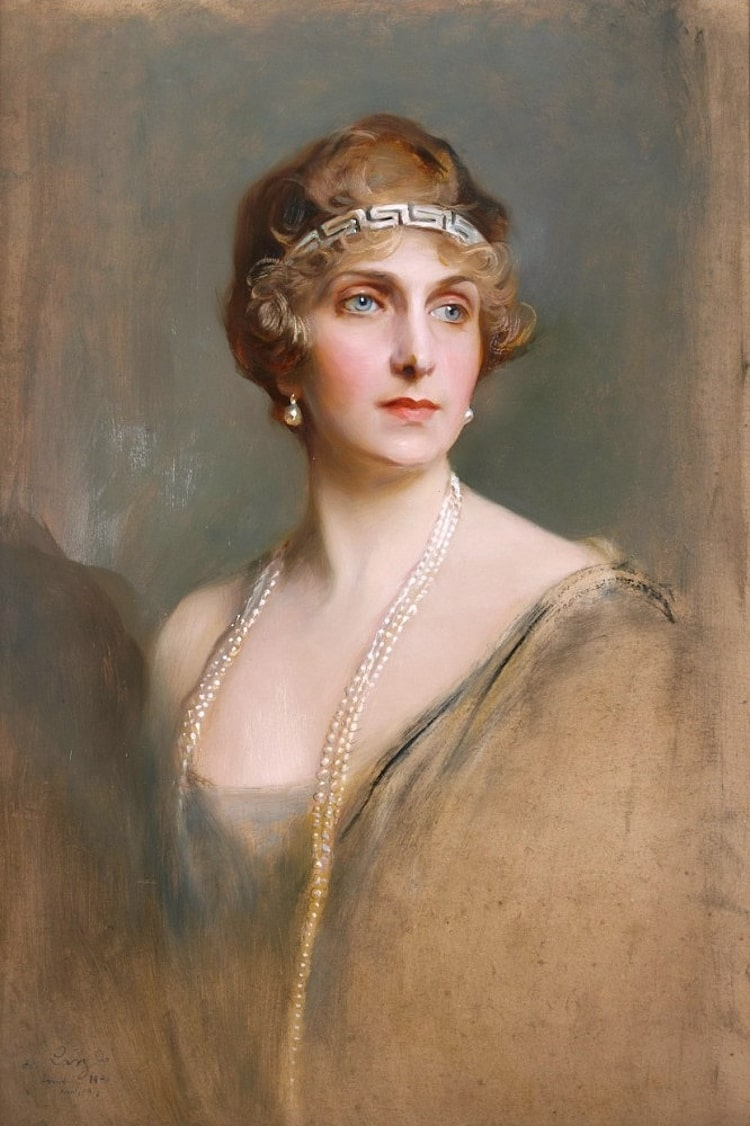
Königin Victoria von Spanien, 1920.
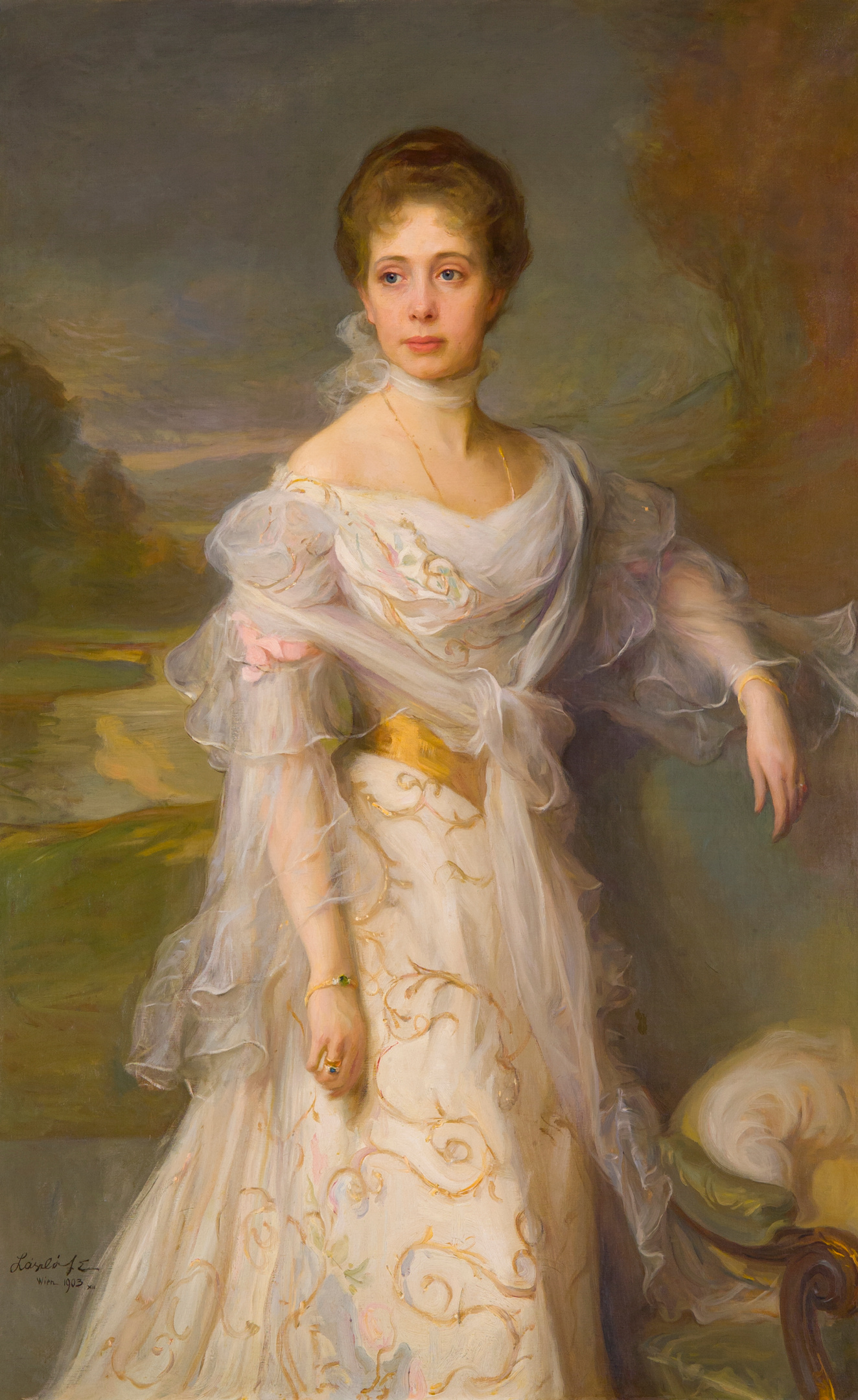
Erzherzogin Elisabeth Amalie von Österreich, Fürstin von Liechtenstein.
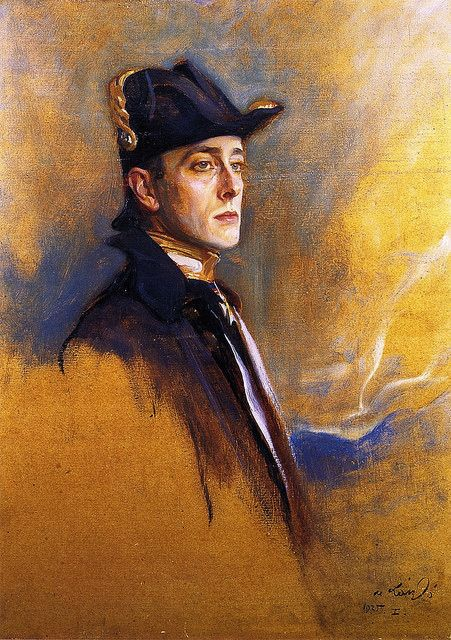
Lord Louis Mountbatten, 1925.
Die spätere Königin Elisabeth II. als Siebenjährige (1933)
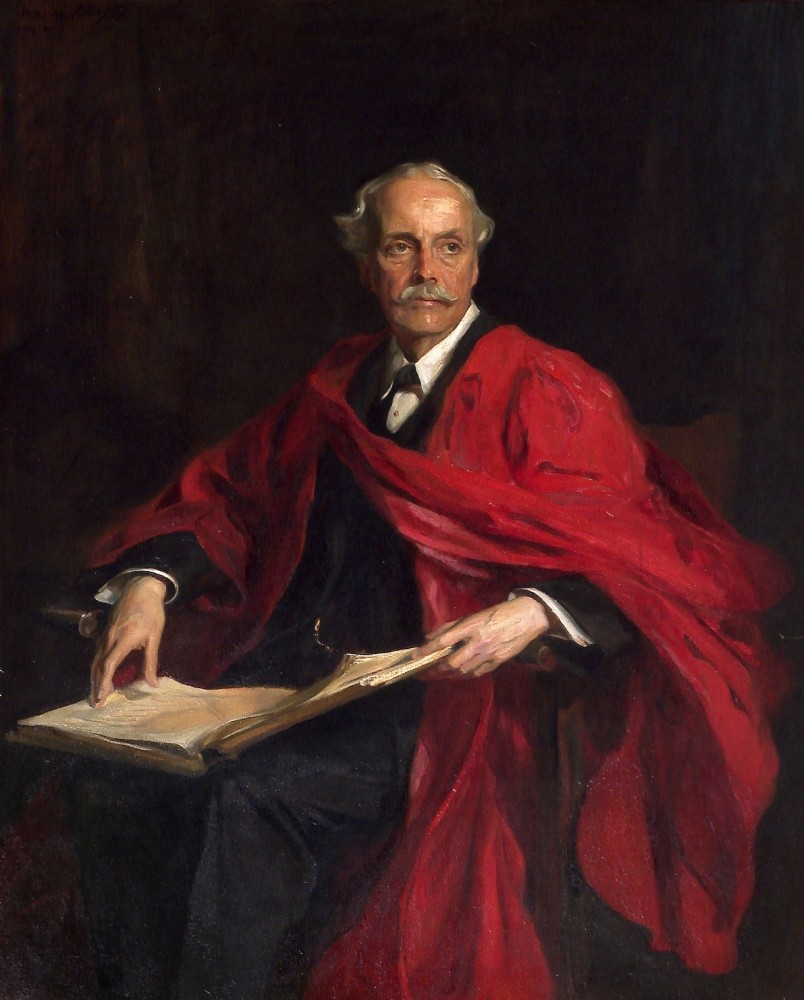
Balfour (1914)

## Belege
1. ↑  knerger.de: Das Grab vom Philip Alexius de László
2. ↑  Adriaan W.Vliegnthart: Bildersammlung der Fürsten zu Salm. Hrsg.: Nikolaus Leopold Fürst zu Salm -Salm. Walburg Peers, Rhede 1981, ISBN 90-6011-296-2, S. 194.
3. ↑  [Kleine Nachrichten aus aller Welt.] Die Weihnachtsfeier der deutschen Kaiserfamilie... In: Teplitz-Schönauer Anzeiger, 3. Jänner 1900, S. 3 (online bei ANNO).
„Das Gemälde ist ungemein vornehm gehalten, dunkel, von Rembrandtʼscher Stimmung. Die Kaiserin ist in schwarzem Costüm, decolletirt, mit Brillanten am Halse, ein großer schwarzer Sammethut legt sich in schönem Schwung über das leicht angegraute Haar. Auch der Rahmen wurde dunkel gewählt.“
4. ↑  Deutsches Reich. In: Wiener Salonblatt, 7. April 1901, S. 8 (online bei ANNO).
„Gräfin Günther von der Groeben hat im Berliner Künstlerhause eine Portrait-Ausstellung arrangirt, die eben eröffnet wurde. Unter den Gemälden befinden sich zwei Portraits Kaiser Wilhelm’s von Wilma Parlaghy, ein Portrait der Kaiserin Augusta Victoria von Philipp Laszlo, Hans Makart’s Bild der Gemahlin des Reichskanzlers Gräfin Donna Maria Bülow-Beccadelli (als Mädchen) u.s.w.“
5. ↑  Adam Schrader: Historic Portrait of Lord Balfour Slashed by Pro-Palestine Protestors, bei Artnet, 8. März 2024

| Personendaten    | Personendaten             |
| ---------------- | ------------------------- |
| NAME             | László, Philip Alexius de |
| ALTERNATIVNAMEN  | Laub Fülöp Elek           |
| KURZBESCHREIBUNG | britischer Porträtmaler   |
| GEBURTSDATUM     | 30. April 1869            |
| GEBURTSORT       | Budapest                  |
| STERBEDATUM      | 22. November 1937         |
| STERBEORT        | London                    |